# Huasipungo
Huasipungo ist ein 1934 erschienener Roman des ecuadorianischen Schriftstellers Jorge Icaza. Trotz einiger stilistischer und erzählerischer Mängel gilt dieser Roman als der wichtigste Icazas und einer der wichtigsten der ecuadorianischen Literatur. Huasipungo schreibt sich klar in die in den 1930er Jahren in Lateinamerika verbreitete Strömung des Indigenismo ein, ebenso werden sozialreformerische Tendenzen deutlich.
Huasipungo beschreibt mit großer Nähe die Lebenssituation der Indigenen in den 1930er Jahren auf dem ecuadorianischen Land. Die Gespräche der Indigenen werden scheinbar authentisch, mit vielen Worten in Kichwa, wiedergegeben. Ebenso erlaubt Huasipungo einen Einblick in die ecuadorianische Gesellschaft dieser Zeit, mit ihren Werten und Zwängen.
In Huasipungo wird die Geschichte von kichwasprechenden Indigenen erzählt, die auf dem Land eines Latifundistas leben und für ihn arbeiten. Für ihre Arbeit bekommen sie einen geringen Lohn, der aber den Ausgaben nicht im Mindesten entspricht. So verschulden sie sich und ihre Kinder immer mehr. Die Indigenen haben das Recht auf ein Stück Land, das sie selbst bewirtschaften können, den Huasipungo. Der Latifundista ist in ständiger Geldnot und geht deshalb gerne auf das Angebot von US-amerikanischen Geschäftsmännern ein, die Erdöl auf seinem Land vermuten. Nur müssen einige Arbeiten – von den zwangsverpflichteten Indigenen – erledigt werden, bevor dieses Geschäft zustande kommt. Und ihre Huasipungos sind dem Geschäft im Weg. So wird die Geschichte der Unterdrückung der Indigenen und eines hoffnungslosen Aufstandes erzählt.
Durch die Darstellung der physischen und moralischen Verelendung der Indios unterscheidet sich das Werk von vielen Wunschvorstellungen und Projektionen einer heilen Welt, die den romantischen Indianismo kennzeichneten. Es wird dadurch zu einem Höhepunkt des literarischen Indigenismus.

## Ausgaben
- (spanisches Original) Huasipungo, herausgegeben von und mit einer Einleitung von Teodosio Fernández, Madrid: Cátedra, 2007.
- (eine deutsche Version) Huasipungo. Unser kleines Stückchen Erde, Göttingen: Lamuv, 1994, ISBN 3921521262.
- (eine englische Version) Huasipungo: The Villagers, Southern Illinois University Press: Arcturus Books, 1973.